# 澳門國際龍舟賽
澳門國際龍舟賽（葡萄牙語：Regatas Internacionais de Barcos-Dragão de Macau）賽事於每年舉行三日，兩天是本澳企業、社團組織的隊伍參賽，最後一天端午節正日是國際賽事，是同類最早的國際性龍舟活動及最具代表性的比賽之一。
為加強對本澳非物質文化遺產的保護，文化局在2020年6月30日就新增55個項目中，端午節同龍舟競賽被列入非物質文化遺產清單，以更好地保護和傳承澳門珍貴的非物質文化遺產。

## 簡介
賽龍舟是中國端午節的一項重要活動，其意義除了慶祝端午節和紀念愛國詩人屈原外，更象徵著熱鬧、喜慶、和諧等中國文化，體現出中國人堅韌和團結的民族精神。在許多有華人居住的城市或地區，每年都會在端午節舉辦龍舟比賽。發展至今，賽龍舟已不只是中國人的民間習俗，而是演變成一項世界性的體育運動，有愈來愈多的國家派員到各地參與龍舟競賽。
據一些書籍的記載，賽龍舟原是為了紀念投江自盡的愛國詩人屈原的一項活動。當時人們想借賽龍舟時的熱鬧聲勢嚇退江中的游魚，阻止它們侵食詩人的尸首。這一習俗早在春秋戰國時代便已流行，並在之後世代相傳。時至今日，中國許多地方仍然流行著賽龍舟。在2010年的廣州亞運會中，賽龍舟更成為正式的比賽項目。
在每年六月中旬端午節時，澳門也會舉行龍舟賽，主要由澳門體育發展局及澳門龍舟總會主辦。澳門舉辦龍舟賽事已有相當長的一段歷史，據主辦單位之一的澳門體育發展局說，在一百多年前的澳門早已有「扒龍船」的賽龍舟活動，路環的「魚骨舟」 便是憑證。隨著時局的變遷，龍舟賽曾一度被迫停辦，至1979年澳門又重新恢復龍舟賽，並一直舉辦至今。從1982年起，主辦單位更把這項活動發展成為國際龍舟賽，現在已成為亞洲地區中頗具影響力的龍舟賽事，以往的比賽場地主要在西灣湖對開海岸，後來隨著城市發展，道路變化，近數年已改在南灣湖，賽道全長500米。

## 歷史
中止舉辦十五年的本澳龍舟競渡，1979年由澳門旅遊娛樂公司恢復舉辦。賽事由端午節舉行，比賽地點由燒灰爐對開海面為起點，魚仔埗頭對開為終點，賽程約為400公尺，橫過南灣海面，屆時有一終點看台建築在葡京酒店及新麗華對開海面。九隊參加比賽，九隊分為三組進行初賽，取每組第一名（卽共三隊）進入决賽。比賽地點定在南灣澳督府對開海面，賽程為四百公尺，估計比賽時間每次約為三分鐘。比賽之龍舟由澳門旅遊娛樂公司供給，不得使用私家龍舟。
由澳門政府旅遊司和澳門旅遊娛樂有限公司聯合主辦的首屆國際龍舟邀請賽，於7月1日下午2時半在南灣銅馬對開海面隆重舉行，參加的隊伍有來自檳城、星加坡、澳洲、珠海市、香港及澳門等六隊。主辦單位希望通過首屆國際龍舟邀請賽後，對澳門旅遊業有好的影響。在7月1日舉行兩項比賽，一項是澳門首屆國際龍舟賽，另一項是龍舟公開賽。公開賽由澳門的12隊及5隊外隊參加；國際賽則是澳門代表隊與5隊角逐錦標。不過原定於7月1日下午舉行，但由於天氣及颱風影响，改在明天下午2時半舉行。同時因改期關係客隊要趕返香港比賽，引致時間緊迫，故在舉行的公開賽中，取消複賽，全日共進行五决賽事。因天色不佳，比賽的秩序畧有更改，實事共五項，包括三項初賽，一項决賽和一項國際龍舟大賽，照秩序國際賽是排到最後的，但後來把國際排在第一項目。
由體育發展局、澳門龍舟總會主辦，臨時澳門市政局和澳門旅遊娛樂有限公司協辦的二○○一澳門國際龍舟賽於6月17､25日在南灣二號人工湖進行。龍舟總會副理事長鍾漢權指出，為改善賽道，避免出現去年六號死亡航道的缺點，增加公平性，今屆龍舟賽場地雖仍在南環二號人工湖進行，但賽道進行了改革，六條航道將向商貿城靠攏，寬度收窄為八點五米，長度則保持不變，仍舊為500米。
由體育發展局及中國澳門龍舟總會聯合主辦，第四屆東亞運動會澳門組織委員會及民政總署協辦之澳門國際龍舟賽於6月9日舉行澳門男、女子龍舟公開賽及澳門大學生男、女子邀請賽，而15日舉行澳門國際男、女子龍舟公開賽，在葡京酒店對開南灣二號人工湖舉行。籌委會為令比賽進行得更順利，本屆賽事的比賽時間改在上午11時舉行，決賽則設於下午，這既可令運動員得到充份休息，亦可避免在正午烈日下作賽，有利各參賽隊伍發揮更佳水平。今年澳門男子組公開賽冠軍將代表澳門參加在大阪舉行的亞洲龍舟錦標賽，亞軍參加在湖南舉行的全國龍舟賽，季軍和女子冠軍隊則代表澳門參加在香港舉行的國際龍舟邀請賽。
二○○三年澳門國際龍舟邀請賽分別安排於6月1日及4日在西灣湖舉行。今年賽場移到旅遊塔對開西灣湖位置，賽道全長與去年一樣為500米，但闊度則由8米半增至10米，水深最少2米。起點設在近旅遊塔一邊，終點在近西灣一端，看台、頒獎台設在終點岸邊，對岸設大電視，方便觀眾欣賞賽事，有關設施將會在短期內陸續完成。今屆參加男子龍舟公開賽的隊數較原定安排的36隊多了9隊，但賽會經會議後決定接納全部參加今屆比賽，將賽事擴充至八組共45隊。
澳門國際龍舟賽今年結合去年新增的小龍賽，賽期分三日，分別在6月19､20及22日於西灣人工湖舉行。本屆賽事由體育發展局及中國澳門龍舟總會主辦，民政總署及行政暨公職局協辦。19日為澳門小龍舟公開賽及公職人員小龍賽，20日為澳門龍舟公開賽及大學生龍舟邀請賽，22日為國際龍舟邀請賽。小龍舟賽事一律鬥半程二百五十米，其餘賽全程為五百米。
由澳門特區體育發展局及中國澳門龍舟總會合辦、民政總署協辦的二○○六年澳門龍舟賽於5月27、28日及31日舉行，今屆一如以往安排小龍公開賽及龍舟公開賽分兩日作賽，兩個類別的優秀隊伍將獲得5月31日澳門國際龍舟邀請賽的參加資格。今屆澳門龍舟賽仍安排在南灣湖水上活動中心舉行,分小龍賽(250米)及龍舟賽(500米)兩類。另外由亞洲龍舟聯合會授權，體育發展局和中國澳門龍舟總會聯合主辦的第七屆亞洲龍舟錦標賽於9月22日起一連三日南灣湖水上活動中心舉行。繼澳門每年舉辦一次的國際龍舟賽後，此次是澳門首次舉辦龍舟項目洲級大賽。六支參賽外隊，包括澳洲、中國、台灣、香港、日本、馬來西亞等隊伍已相繼抵達澳門，連同本地代表隊共七支隊伍，隨即積極投入訓練，力爭賽事錦標。
二○○八澳門國際龍舟賽於5月31日、6月1日以及6月7日、8日假南灣湖水上活動中心舉行。賽事除了比以往多增一日賽事外，還增設了考驗耐力的2000米繞標賽項。今年在賽事日期及項目上均有所改動，且參賽隊伍數目不設上限。澳門在去年九月份於悉尼取得了2010年第七屆世界龍舟俱樂部錦標賽的主辦權，故在賽事的組織以及賽制、規則等各方都會加緊朝國際化方向逐步改進，以符合國際潮流趨勢的發展。
2010年6月12、13及16日三日舉辦二○一○澳門國際龍舟賽外，體發局及中國澳門龍舟總會於7月28日至8月1日合辦澳門第七屆世界龍舟俱樂部錦標賽，屆時將有來自十多個國家地區，逾二百支外隊，接近四千名運動員來澳競逐錦標。凡於今屆澳門龍舟公開賽標準龍500米的公開組、女子組獲取前三名的隊伍，可獲邀參賽。

## 歷屆冠軍

### 小龍賽成績
在澳門最受參賽者歡迎的比賽項目可算是小龍舟賽。所謂「小龍舟賽」是指賽程250米，艇上有選手10到12人的小型比賽。由於這項比賽較平民化和較輕鬆，所以最吸引本地的各個公共及私營團體參加。
澳門本地的參賽隊伍多由業餘運動員組成。另外，許多的澳門企業商號、社區社團、學校及一些公共服務機構也會組隊參賽。因此，整場賽事顯得十分親切和平民化。據一些本地參賽者說，他們早在比賽前的數月已開始進行密集式的練習，每天下班後都會到練習場地接受訓練。一些參賽運動員更特別向公司請假，確保有充足的時間進行練習。
| 年份 | 政府部門小龍賽（200米） | 時間      | 大學生小龍賽（200米） | 時間      | 小龍賽（200米）—公開組   | 時間      | 小龍賽（200米）—女子組       | 時間      |
| ---- | ----------------------- | --------- | --------------------- | --------- | ------------------------ | --------- | ---------------------------- | --------- |
| 2004 | 澳門消防局              | 01：10.10 | 未開設                | ——        | 協力康樂體育會           | 01：06.80 | 澳門理工學院職業技能培訓中心 | 01：13.93 |
| 2005 | 澳門消防局              | 01：10.06 | 未開設                | ——        | 合群體育會               | 01：07.97 | 澳門葡人之家協會             | 01：14.79 |
| 2006 | 澳門消防局              | 01：08.41 | 未開設                | ——        | 九澳澳博                 | 00：59.62 | 澳門葡人之家協會             | 01：09.83 |
| 2007 | 澳門消防局              | 01：04.76 | 未開設                | ——        | 澳門消防局               | 01：00.96 | 澳門博彩股份有限公司         | 01：07.41 |
| 2008 | 澳門消防局              | 01：08.79 | 澳門理工學院          | 01：06.78 | 澳門博彩股份有限公司     | 01：01.21 | 澳門博彩股份有限公司         | 01：07.50 |
| 2009 | 澳門消防局              | 01：08.78 | 澳門理工學院          | 01：04.07 | 澳門博彩股份有限公司—A   | 01：02.11 | 青少年獨木舟會—A             | 01：07.94 |
| 2010 | 司法警察局              | 01：07.66 | 澳門大學—A            | 01：02.92 | 民政總署人員文康福利會   | 01：00.92 | 澳門威尼斯人                 | 01：07.22 |
| 2011 | 民政總署—A              | 01：06.40 | 澳門聖若瑟大學甲隊    | 01：00.79 | 葡澳之友體育會           | 01：01.50 | 騰達行                       | 01：06.46 |
| 2012 | 澳門消防局              | 01：05.47 | 澳門理工學院—B        | 01：04.55 | 葡澳之友體育會           | 01：02.63 | 銀河鳳凰                     | 01：11.08 |
| 2013 | 澳門消防局              | 01：06.11 | 澳門大學—A            | 01：03.75 | 葡澳之友體育會           | 01：02.45 | 照明燈飾                     | 01：11.96 |
| 2014 | 澳門消防局              | 00：51.67 | 停辦                  | ——        | 蒙地卡羅體育會           | 00：50.63 | 銀河慧星                     | 00：57.14 |
| 2015 | 澳門消防局              | 00：52.95 | 澳門大學—A            | 01：45.95 | 澳博金禧                 | 00：50.33 | 永利澳門                     | 00：59.12 |
| 2016 | 澳門消防局              | 00：53.62 | 澳門城市大學—A        | 00：52.43 | 澳門消防局               | 00：50.56 | 海灣獨木舟會                 | 00：58.15 |
| 2017 | 治安警察局—B            | 00：51.68 | 澳門大學—A            | 01：42.18 | 澳門消防局               | 00：48.45 | 美高梅                       | 00：56.24 |
| 2018 | 治安警察局—A            | 00：52.69 | 澳門大學—A            | 01：42.18 | 澳博金禧—A               | 00：49.33 | 澳博蓮花                     | 00：55.74 |
| 2019 | 澳門消防局              | 00：51.59 | 澳門大學—A            | 00：51.14 | 澳門消防局               | 00：48.59 | 澳門青少年發展協會           | 00：57.05 |
| 2020 | 海事及水務局            | 00：53.33 | 澳門大學—A            | 00：52.64 | 太陽城—傳奇              | 00：50.32 | 澳門青少年發展協會           | 00：57.14 |
| 2021 | 澳門消防局              | 00：50.59 | 澳門大學—A            | 00：53.86 | 澳門消防局               | 00：47.56 | 澳門青少年發展協會           | 00：56.91 |
| 2022 | 海事及水務局            | 00：52.45 | 澳門大學—A            | 00：51.78 | 卓科數碼系統通訊有限公司 | 00：48.81 | 澳門青少年發展協會           | 00：54.91 |
| 2023 | 澳門消防局              | 00：50.08 | 澳門大學—A            | 00：52.26 | 澳門消防局               | 00：46.79 | 澳門青少年發展協會           | 00：56.03 |
| 2024 | 澳門消防局              | 00：50.29 | 澳門大學—A            | 00：49.48 | 澳門消防局               | 00：46.54 | 澳門青少年發展協會—A         | 00：56.33 |
| 2025 | 澳門消防局              | 00：51.03 | 澳門大學—A            | 00：51.37 | 澳門消防局               | 00：48.85 | 澳門青少年發展協會—A         | 00：58.60 |

1. ↑  由2014年開始，賽程由原250米改為200米
2. ↑  總時間R1+R2
3. ↑  總時間R1+R2+R3
4. ↑  總時間R1+R2+R3
5. ↑  賽事名稱為澳門公共機構小龍賽

### 龍舟賽標準龍成績
大龍舟賽則是最具份量，也是最高層次的比賽項目，一般以500米賽程為標準，艇上有選手20到22人。通常賽事的高潮都集中在「大龍舟」這一項目之上。
| 年份 | 標準龍（500米）—公開組 | 時間      | 標準龍（500米）—女子組                     | 時間      | 標準龍（500米）—男女混合組 | 時間      | 大學生龍舟邀請賽標準龍（500米）—公開組 | 時間      | 大學生龍舟邀請賽標準龍（500米）—女子組 | 時間      | 標準龍（2000米）—公開組 | 時間      |
| ---- | ---------------------- | --------- | ------------------------------------------ | --------- | -------------------------- | --------- | -------------------------------------- | --------- | -------------------------------------- | --------- | ----------------------- | --------- |
| 2000 | 治安警察局             | 02：08.57 | 澳門獨木舟會隊                             | 02：28.82 | 未開設                     | ——        | 未開設                                 | ——        | 未開設                                 | ——        | 未開設                  | ——        |
| 2001 | 治安警察局             | 02：07.61 | 澳門獨木舟會隊                             | 02：27.62 | 未開設                     | ——        | 天津體育學院                           | 02：12.23 | 天津工業大學                           | 02：23.58 | 未開設                  | ——        |
| 2002 | 九澳坊眾               | 02：11.88 | 青少年獨木舟會                             | 02：27.82 | 未開設                     | ——        | 天津體育學院                           | 02：10.15 | 天津工業大學                           | 02：18.85 | 未開設                  | ——        |
| 2003 | 治安警察局             | 02：08.86 | 華澳體育會                                 | 02：26.80 | 未開設                     | ——        | 澳門理工學院                           | 02：16.48 | 澳門理工學院                           | 02：34.56 | 未開設                  | ——        |
| 2004 | 治安警察局             | 02：03.74 | 華澳體育會                                 | 02：24.92 | 未開設                     | ——        | 天津醫科大學                           | 02：08.62 | 天津工業大學                           | 02：18.46 | 未開設                  | ——        |
| 2005 | 漁民互助會             | 02：02.38 | 漁民互助會                                 | 02：22.78 | 未開設                     | ——        | 吉林東北電力學院                       | 02：08.93 | 吉林北華大學                           | 02：20.73 | 未開設                  | ——        |
| 2006 | 治安警察局             | 01：55.35 | 九澳坊眾                                   | 02：17.52 | 未開設                     | ——        | 吉林東北電力學院                       | 02：04.05 | 天津工業大學                           | 02：14.49 | 未開設                  | ——        |
| 2007 | 九澳坊眾               | 01：56.26 | 青少年獨木舟會                             | 02：11.89 | 未開設                     | ——        | 吉林東北電力學院                       | 01：57.36 | 吉林北華大學                           | 02：15.67 | 未開設                  | ——        |
| 2008 | 葡澳之友體育會         | 01：59.39 | 葡澳之友體育會                             | 02：11.21 | 未開設                     | ——        | 吉林東北電力學院                       | 02：01.53 | 吉林北華大學                           | 04：31.34 | 銀河之星                | 09：27.18 |
| 2009 | 葡澳之友體育會         | 01：54.80 | 澳門自由龍龍舟會                           | 02：09.47 | 未開設                     | ——        | 停辦                                   | ——        | 停辦                                   | ——        | 葡澳之友體育會          | 08：52.95 |
| 2010 | 葡澳之友體育會         | 01：58.16 | 澳門自由龍龍舟會                           | 02：14.80 | 未開設                     | ——        | 吉林東北電力學院                       | 02：00.29 | 停辦                                   | ——        | 葡澳之友體育會          | 08：40.68 |
| 2011 | 葡澳之友體育會         | 01：59.54 | 海灣獨木舟會                               | 02：12.75 | 未開設                     | ——        | 吉林東北電力學院                       | 01：58.04 | 停辦                                   | ——        | 澳博金禧                | 08：58.77 |
| 2012 | 銀河先鋒               | 01：58.90 | 銀河明珠                                   | 02：22.55 | 未開設                     | ——        | 吉林東北電力學院                       | 01：59.14 | 停辦                                   | ——        | 銀河先鋒                | 08：41.04 |
| 2013 | 葡澳之友體育會         | 02：00.93 | 銀河明珠                                   | 02：19.90 | 未開設                     | ——        | 吉林東北電力學院                       | 02：03.30 | 停辦                                   | ——        | 葡澳之友體育會          | 08：54.29 |
| 2014 | 銀河之星               | 02：01.12 | 銀河明珠                                   | 02：15.80 | 未開設                     | ——        | 停辦                                   | ——        | 停辦                                   | ——        | 停辦                    | ——        |
| 2015 | 澳博金禧               | 01：58.44 | Macau Clube Desportivo Recreativo Ching Wa | 02：18.49 | 未開設                     | ——        | 澳門大學—A                             | 04：08.37 | 停辦                                   | ——        | 停辦                    | ——        |
| 2016 | 澳門消防局             | 02：05.51 | 澳門美高梅                                 | 02：20.53 | 未開設                     | ——        | 北京師範大學—珠海分校                  | 06：19.19 | 停辦                                   | ——        | 停辦                    | ——        |
| 2017 | 蒙地卡羅體育會         | 01：57.35 | 澳門青少年發展協會                         | 02：11.25 | 未開設                     | ——        | 泰國卡西特大學                         | 04：05.91 | 停辦                                   | ——        | 停辦                    | ——        |
| 2018 | 澳博金禧               | 01：57.59 | 永利                                       | 02：11.81 | 未開設                     | ——        | 新加坡南洋理工大學                     | 02：01.83 | 停辦                                   | ——        | 停辦                    | ——        |
| 2019 | 澳博金禧               | 01：58.86 | 澳門青少年發展協會                         | 02：15.76 | 未開設                     | ——        | 澳門大學—A                             | 02：02.41 | 停辦                                   | ——        | 停辦                    | ——        |
| 2020 | 澳博金禧               | 02：02.04 | 澳門青少年發展協會                         | 02：21.41 | 未開設                     | ——        | 停辦                                   |           | 停辦                                   | ——        | 停辦                    | ——        |
| 2021 | 澳門消防局             | 01：53.48 | 澳門青少年發展協會                         | 02：11.86 | 未開設                     | ——        | 停辦                                   |           | 停辦                                   | ——        | 停辦                    | ——        |
| 2022 | 澳娛綜合—金禧          | 01：58.10 | 澳門青少年發展協會                         | 02：11.57 | 未開設                     | ——        | 停辦                                   |           | 停辦                                   | ——        | 停辦                    | ——        |
| 2023 | 澳門消防局             | 01：52.91 | 澳門青少年發展協會                         | 02：10.25 | 未開設                     | ——        | 泰國卡西特大學                         | 01：59.01 | 停辦                                   | ——        | 停辦                    | ——        |
| 2024 | 澳門消防局             | 01：53.97 | 澳門青少年發展協會—A                       | 02：13.82 | 未開設                     | ——        | 聊城大學                               | 01：56.32 | 停辦                                   | ——        | 停辦                    | ——        |
| 2025 | 澳門消防局             | 01：55.93 | 通利建置                                   | 02：14.81 | 澳娛綜合金禧               | 02：02.99 | 泰國國家體育大學                       | 01：54.88 | 停辦                                   | ——        | 停辦                    | ——        |

1. ↑  總時間R1+R2
2. ↑  總時間R1+R2
3. ↑  總時間R1+R2+R3
4. ↑  總時間R1+R2+R3

### 國際龍舟賽邀請賽標準龍成績
| 年份 | 標準龍（500米）—公開組 | 時間      | 標準龍（500米）—女子組 | 時間      |
| ---- | ---------------------- | --------- | ---------------------- | --------- |
| 2000 | 路環街坊四廟慈善會隊   | 02：10.34 | 中國南海九江           | 02：11.25 |
| 2001 | 中國南海九江           | 02：04.39 | 中國南海九江           | 02：09.54 |
| 2002 | 中國南海九江           | 02：02.54 | 中國南海九江           | 02：09.01 |
| 2003 | 中國南海九江           | 02：01.82 | 華澳體育會             | 02：22.37 |
| 2004 | 中國南海九江           | 01：59.46 | 中國南海九江           | 02：10.91 |
| 2005 | 中國南海九江           | 01：59.77 | 中國南海西樵           | 02：11.40 |
| 2006 | 中國南海九江           | 01：53.20 | 中國廣東順德           | 02：04.15 |
| 2007 | 菲律賓國家隊           | 01：52.89 | 中國南海蒙娜麗莎       | 02：03.89 |
| 2008 | 中國南海九江           | 01：54.39 | 中國九江名門世家       | 02：01.45 |
| 2009 | 中國南海九江           | 01：51.74 | 中國九江名門世家       | 01：59.41 |
| 2010 | 中國南海九江           | 01：52.94 | 中國肇慶澳門利澳酒店隊 | 02：00.78 |
| 2011 | 中國南海九江           | 01：54.22 | 中國南海九江           | 02：05.30 |
| 2012 | 印尼國家隊             | 01：53.60 | 中國南海九江           | 02：03.11 |
| 2013 | 印尼國家隊             | 01：53.40 | 中國南海九江           | 02：03.60 |
| 2015 | 印尼國家隊             | 01：53.09 | 中國南海九江           | 02：02.04 |
| 2016 | 中國南海九江           | 01：51.76 | 中國南海九江           | 02：01.42 |
| 2017 | 中國南海九江           | 01：49.81 | 中國南海九江           | 02：01.28 |
| 2018 | 中國南海九江           | 01：54.75 | 中國南海九江           | 02：05.36 |
| 2019 | 泰國國家隊             | 01：53.11 | 中國南海九江           | 02：03.43 |
| 2023 | 中國南海九江           | 01：51.68 | 中國南海九江           | 02：01.60 |
| 2024 | 中國南海九江           | 01：53.73 | 中國南海九江           | 02：02.16 |
| 2025 | 中國南海九江           | 01：48.67 | 中國南海九江           | 01：58.15 |

### 最佳鼓手
| 年份 | 單位隊伍             | 獲獎人         |
| ---- | -------------------- | -------------- |
| 2000 | 蒙地加羅             | 梁木水         |
| 2001 | 澳門獨木舟會         | 梁坤鴻         |
| 2002 | 路環協進體育會       | 周志偉         |
| 2003 | 漁民互助會           | 冼牛           |
| 2004 | 治安警察局           | 劉超偉         |
| 2005 | 漁民互助會           | 曾儉豪         |
| 2006 | 九澳坊眾             | 鐘寶山         |
| 2007 | 消防局               | 曹志文         |
| 2008 | 澳門博彩股份有限公司 | 麥志強         |
| 2009 | 澳門海關             | 周偉聲         |
| 2010 | 海島市居民群益會     | 黃家豪         |
| 2011 | 銀河之星             | 李識文         |
| 2012 | 美高梅               | 馬佳婷         |
| 2013 | 民政總署 - 食安保衛  | 岑國洪         |
| 2015 | 澳門金沙             | ALBERTO IZIDRO |
| 2016 | 澳門代表隊           | 陸藹懃         |
| 2017 | 蒙地卡羅體育會       | 陳振傑         |
| 2018 | 永利                 | 鄧娜           |
| 2019 | 澳門大學 - A         | 梁嘉慧         |
| 2020 | 澳門紅十字會         | 羅希悅         |
| 2021 | 澳門自由龍龍舟會     | 陳少萍         |
| 2022 | 新濠                 | 陳惠珍         |
| 2023 | 翱翔 - 天際          | 徐家保         |
| 2024 | 澳娛綜合蓮花龍舟隊   | 馮施敏         |
| 2025 | 澳門理工大學         | 梁詠麒         |

### 最佳舵手
| 年份 | 單位隊伍           | 獲獎人 |
| ---- | ------------------ | ------ |
| 2020 | 澳門青少年發展協會 | 吳紫茵 |
| 2021 | 消防局             | 徐志偉 |
| 2022 | 澳門順德杏壇同鄉會 | 梁炎滾 |
| 2023 | 漁農販青年龍舟隊   | 冼金松 |
| 2024 | 友樂文娛體育會     | 張樹養 |
| 2025 | 路環東榮單車行     | 冼炳強 |

## 相關
- 香港國際龍舟邀請賽

## 外部連結
- 澳門國際龍舟賽官方網站 （页面存档备份，存于）
- 中國澳門龍舟總會官方網站 （页面存档备份，存于）